# كارا مكولو
كارا ديدرا مكولو (بالإنجليزية: Kára Deidra McCullough)‏ هي ملكة جمال وعالمة كيمياء أمريكية ولدت في يوم 9 سبتمبر 1991 في مدينة نابولي في إيطاليا لوالدين من أب أبيض وأم أفريقية سوداء من المارينز. أكملت دراستها الجامعية في اختصاص الكيمياء الإشعاعية من جامعة كارولاينا الجنوبية الحكومية، توجت بلقب ملكة جمال واشنطن العاصمة لسنة 2017 وثم فازت بلقب ملكة جمال الولايات المتحدة الأمريكية 2017 حيث أخذت اللقب من ديشونا باربر، مثلت الولايات المتحدة في مسابقة ملكة جمال الكون ووصلت إلى المراكز ال10 الأولى، خلفتها سارة روز سامرس ألتي فازت بلقب 2018.

## روابط خارجية
- كارا مكولو على موقع IMDb (الإنجليزية)